# Metaphycus aleyrodis
Metaphycus aleyrodis is een vliesvleugelig insect uit de familie Encyrtidae. De wetenschappelijke naam is voor het eerst geldig gepubliceerd in 2002 door Myartseva & Ruíz.